# Allogamasellus radicolus
Allogamasellus radicolus är en spindeldjursart som beskrevs av Wolfgang Karg 1977. Allogamasellus radicolus ingår i släktet Allogamasellus och familjen Ologamasidae. Inga underarter finns listade i Catalogue of Life.